# 마틴 키미
상사 마틴 크리스토퍼 키미(First Sergeant Martin Christopher Keamy)는 미국의 방송국 ABC의 텔레비전 드라마 시리즈 로스트의 등장인물이며 케빈 듀란드가 연기하였다. 키미는 시즌 4 에피소드 5편에서 섬 앞바다에 있는 화물선 카하나의 일원으로 소개되었다. 시즌 중반쯤 키미는 생존자들의 최고의 적대 세력으로 연기하였다. 키미는 찰스 위드모어 (알렌 달레)로부터 찰스의 적인 벤자민 라이너스(마이클 에멀슨)를 붙잡고 섬을 점령하라는 임무를 받고 고용되었다.
극본 작가진의 말에 따르면 로스트의 등장인물들은 각각 좋은 의도와 나쁜 의도를 가지고 있는 것과는 달리 키미는 악마이며 그것을 알고 있다고 말했다. 듀란드는 3:10 to Yuma의 촬영이 끝난 후 로스트의 출연 할 것을 제의받았다. 로스트의 다른 배우들처럼 듀란드도 이 배역을 따냈을 때 이 역할에 대해서 견문이 넓진 않았다. 듀란드는 시즌 4에서 찬조 출연 형식으로 9개의 에피소드에만 출연했다. 그 중 몇개는 키미가 섬에 오기 전의 삶에 대한 에피소드였으며 듀란드는 이것을 시청자들이 키미의 잔혹한 캐릭터성을 "증오하면서 좋아하는 것"에 대한 이유라고 언급했다. 평론가들은 로스트의 전통을 깬 것과 듀란드의 무정한 캐릭터성에 대해 극찬하였다. 키미는 시즌 6 에피소드 10편에서 다시 등장하였다.

## 인용
1. ↑  ABC Medianet, (February 11, 2008) "Desmond Experiences Some Strange Side Effects on the Way to the Freighter". Retrieved on June 28, 2008.
2. ↑  Sarnoff, Elizabeth (writer) & Pennington, Kyle (writer) & Edwards, Paul (director), "Cabin Fever". Lost, ABC. Episode 11, season 4. Aired on May 8, 2008.
3. ↑  Szymanski, Mike, (December 7, 2007) "Lost Answers Offered 보관됨 2008-04-23 - 웨이백 머신", SCI FI. Retrieved on June 28, 2008.
4. ↑  Lindelof, Damon & Cuse, Carlton, (May 19, 2008) "Official Lost Audio Podcast #413", ABC. Retrieved on June 28, 2008.
5. ↑  Harris, Bill, (May 29, 2008) "Canuck Finds Killer Role on Lost 보관됨 2012-12-08 - archive.today", 24 Hours. Retrieved on June 28, 2008.
6. ↑  Deerwester, Jayme, (May 27, 2008) "For Durand, Playing the Lost Psychopath Can be a Blast", USA Today. Retrieved on June 28, 2008.